# 普莱梅勒
普莱梅勒（法語：Ploemel，亦作，法語發音：[plɛmɛl]）是法国莫尔比昂省的一个市镇，属于洛里昂区。

## 地名
该地名“Ploemel”发音特殊，其发音为[plɛmɛl]而非[plœmɛl]，根据实际发音其应译作“普莱梅勒”（同“Plêmel”译），《世界地名译名词典》将其纯按拼写误译作“普勒梅勒”。

## 地理
普莱梅勒（47°39'2"N, 3°4'20"W）面积25.16 平方千米，位于法国布列塔尼大區莫尔比昂省，该省份为法国西北部沿海省份，位于布列塔尼半岛南部，北起阿摩尔滨海省、西接菲尼斯泰尔省，南濒大西洋，东南接大西洋卢瓦尔省，东临伊勒-维莱讷省。
与普莱梅勒接壤的市镇（或旧市镇、城区）包括：洛科阿勒-芒东、布雷克、克拉克、卡尔纳克、埃尔德旺、歐賴。
普莱梅勒的时区为UTC+01:00、UTC+02:00（夏令时）。

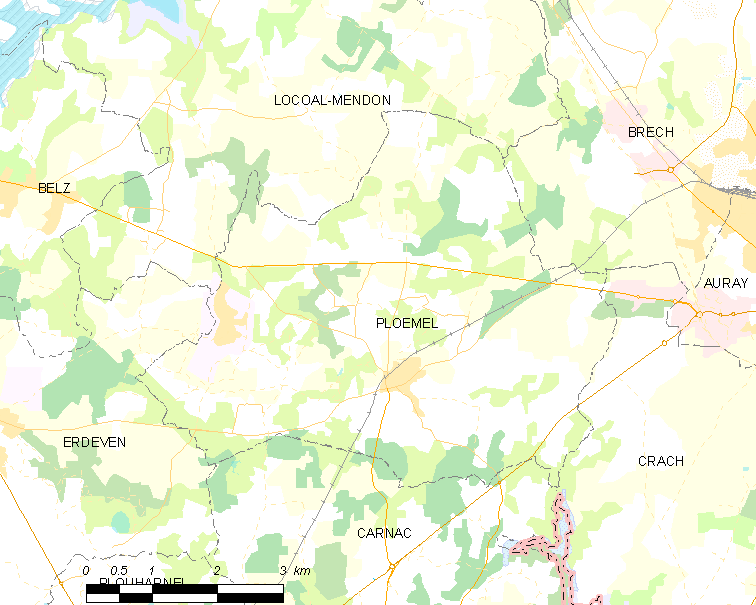
普莱梅勒的OSM定位图

## 行政
普莱梅勒的邮政编码为56400，INSEE市镇编码为56161。

## 政治
普莱梅勒所属的省级选区为基伯龙县。

## 人口

1962-2008年间普莱梅勒人口变化图示

普莱梅勒于2022年1月1日时的人口数量为3109人。